# 莫才人
莫才人，《酉阳杂俎》所记唐玄宗的才人。
唐玄宗的哥哥宁王李宪到鄠县打猎，在草丛中发现一个大铁柜，打开铁柜里边有位女子，女子说自己姓莫，前一天夜里来了两个贼僧打伤其父兄，抢走她锁在铁柜里，藏起来说等今晚再来弄走，李宪命令士兵把刚活捉的黑熊赶进铁柜里按原样锁好，将莫氏带到长安进献给唐玄宗，唐玄宗册封她为才人，莫氏歌喉清亮，唐玄宗把莫氏唱的小曲取名叫“莫才人啭”。三天后，唐玄宗接到京兆尹奏报，鄠县一家客栈有两个和尚来住店，单租了一个小院，让店家不准打搅，说要做法事，天黑後两个和尚扛着一个大铁柜进了屋，说是做法事的法器，当晚两个和尚半夜惨叫，不一会一头大黑熊窜了出去，店家报官，官府到小院调查，发现两个和尚死在屋中，骨头被黑熊咬碎了，鄠县县令不明就里上报京兆府，京兆府于是奏报皇帝，由此唐玄宗赞赏了宁王。